# Drosophila xerophila
Drosophila xerophila är en tvåvingeart som beskrevs av Val 1983. Drosophila xerophila ingår i släktet Drosophila och familjen daggflugor.
Artens utbredningsområde är Galapagosöarna.